# Ave Satanas
Ave Satanas je demo splitskog thrash metal sastava Evil Blood, objavljen 24. prosinca 1994 godine. Album sadrži 3 pjesme koje se ujedno pojavljuju na demoalbumu Midnight In Sodom.

## Popis pjesama
| 1.    | »In League with Satan« (obrada Venoma) | 3:32 |
| 2.    | »Malevolent Warrior«                   | 4:30 |
| 3.    | »Iron Fist« (obrada Motörheada)        | 2:53 |
| 10:15 |                                        |      |

## Zasluge
- Denis Gabrić — vokali